# Агенты КГБ тоже влюбляются
«Аге́нты КГБ то́же влюбля́ются» — советская комедия положений 1991 года.

## Сюжет
По пути в Чили в салоне самолёта происходит знакомство двух мужчин — музыканта Анатолия (Сергей Газаров) и капитана морфлота Эдуарда (Армен Джигарханян). Оба они — замаскированные агенты КГБ, направленные в Чили со специальным заданием. В первый же день пребывания в Чили оба агента остаются без денег. Эдуард пытается продать лучшее средство от импотенции — трёхлитровую банку спермы горного козла, а Анатолий заводит роман с проституткой Паолой, мечтающей построить музыкальную академию.

## В ролях
- Сергей Газаров — Анатолий Пухов (Миша), агент КГБ под прикрытием музыканта
- Лус Кроксатто — Франческа (Паола), проститутка, любовница Анатолия-Миши
- Армен Джигарханян — Эдуард, агент КГБ под прикрытием капитана морского флота
- Кристиан Гарсия Уидобро
- Эльвира Лопес — Ромина, проститутка
- Глория Мунчмейер — хозяйка борделя в Чили
- Луис Аларкон — Дон Педро, богатый старичок-импотент со спреем
- Каталина Герра — Кэти
- Ольга Толстецкая — Лена, кладовщица спецбуфета, возлюбленная Анатолия-Миши
- Наталья Крачковская — Клава, массажистка
- Леонид Куравлёв — Иван Трофимович, генерал КГБ
- Сергей Никоненко — Пирожков
- Игорь Кашинцев — Пётр Петрович, генерал КГБ
- Люсьена Овчинникова — мать Анатолия-Миши
- Михаил Бычков — Николай Николаевич, офицер КГБ
- Рамис Ибрагимов — старик
- Виктор Рождественский — заснувший гость